# Jules-Édouard Alboize de Pujol
Pour les articles homonymes, voir Pujol.
Édouard Joseph Félix Alboize dit Jules-Édouard Alboize de Pujol, né le 24 février 1805 (5 ventôse an 13) à Montpellier et mort le 9 avril 1854 à Paris 3e, est un dramaturge et historien français.

## Biographie
Directeur du théâtre de Montmartre, Alboize de Pujol a écrit plusieurs drames et vaudevilles, soit seul, soit en collaboration.

## Publications partielles

### Théâtre
- Christiern de Danemark, ou les masques noirs, avec Paul Foucher, Paris, Marchant, 1836.
- La Guerre des servantes, drame en 5 actes et 7 tableaux, avec Emmanuel Théaulon et Charles Jean Harel, 26 août 1837.
- L’Idiote, drame en trois actes et en prose, représenté au théâtre de la Porte-Saint-Antoine, le 2 décembre 1837, Paris, J.-N. Barba, 1837.
- Le Tribut des cent vierges, Bernard Lopez ; E Duverger ; représenté au théâtre de la Gaîté, Paris ?, s.n., 1841.
- Redgauntlet, en collaboration avec Paul Foucher, drame en trois actes créé le 19 février 1843 au théâtre de l'Ambigu-Comique, à Paris, d'après le roman éponyme de Walter Scott.
- Marie Simon, drame en cinq actes, avec Saint-Yves, Paris, 1852.
- Les Chevaux du carrousel, ou le Dernier jour de Venise, drame en 5 actes, avec Paul Foucher, Paris, Vve Dondey-Dupré, [S. d.].

## Libretti
- Tabarin, avec Georges Bousquet et Andrel, Paris, Grus, v. 1852.

### Histoire
- Histoire de la Bastille depuis sa fondation (1374) jusqu’à sa destruction (1789), avec Auguste Arnould et Auguste Maquet, Paris, Administration de Librairie, 1840.
- Description pittoresque de la succursale de l’hôtel royal des invalides à Avignon, avec Arnoult et Maquet, Avignon, Bonnet fils, 1845.
- Les Prisons de l’Europe, avec Auguste Maquet, Paris, Administration de Librairie, 1845.
- Fastes des Gardes nationales de France, Paris, Goubaud et Olivier, 1849.